# Mark Webber
Mark Alan Webber (n. 27 august 1976, Queanbeyan⁠(d), Noul Wales de Sud, Australia) este un fost pilot profesionist de curse australian care a concurat în Formula 1 din 2002 până în 2013 și în Campionatul Mondial de Anduranță FIA între 2014 și 2016.
Webber și-a făcut debutul în F1 cu echipa Minardi în sezonul 2002 și a terminat pe locul cinci în prima sa cursă, Marele Premiu al Australiei. S-a mutat la echipa Jaguar pentru campionatele din 2003 și 2004. Pentru sezonul 2005, i s-a acordat o reziliere din contractul cu Jaguar și s-a alăturat echipei Williams, asigurându-și primul podium la Marele Premiu al Principatului Monaco. Webber a rămas la Williams și în 2006, conducând ulterior pentru echipa Red Bull Racing pentru tot restul carierei sale în F1. El a câștigat nouă Mari Premii, treisprezece pole position-uri și a terminat pe locul al treilea în Campionatul Mondial al Piloților în sezoanele 2010, 2011 și 2013.
A părăsit Formula 1 după 2013 și s-a mutat în Campionatul Mondial de Anduranță, împărțind un Porsche 919 Hybrid cu Bernhard și Hartley în clasa Le Mans Prototype 1, complet profesională, din sezoanele 2014 până în 2016. Trio-ul a câștigat opt curse în ultimele două sezoane și Campionatul Mondial al Piloților de Anduranță din 2015. S-a retras din sporturile cu motor în 2016, devenind expert de televiziune pentru Channel 4 din Marea Britanie și Network 10 din Australia, și manager de piloți. Webber a primit Medalia Sportului Australian în 2000 și a fost numit Ofițer al Ordinului Australiei (AO) în 2017.

## Cariera în Formula 1
| Sezon | Echipă                      | Puncte      | Loc clasament general |
| ----- | --------------------------- | ----------- | --------------------- |
| 2000  | Arrows F1 Team              | Pilot teste | -                     |
| 2001  | Mild Seven Benetton Renault | Pilot teste | -                     |
| 2002  | Go KL Minardi Asiatech      | 2           | 16                    |
| 2003  | Jaguar Racing               | 17          | 10                    |
| 2004  | Jaguar Racing               | 7           | 13                    |
| 2005  | BMW WilliamsF1 Team         | 36          | 10                    |
| 2006  | WilliamsF1 Team             | 7           | 14                    |
| 2007  | Red Bull Racing             | 10          | 12                    |
| 2008  | Red Bull Racing             | 21          | 11                    |
| 2009  | Red Bull Racing             | 69,5        | 4                     |
| 2010  | Red Bull Racing             | 242         | 3                     |
| 2011  | Red Bull Racing             | 258         | 3                     |
| 2012  | Red Bull Racing             | 179         | 6                     |
| 2013  | Infiniti Red Bull Racing    | 199         | 3                     |

## Cariera în sporturile cu motor
| Sezon | Competiție                 | Puncte | Loc clasament general |
| ----- | -------------------------- | ------ | --------------------- |
| 2000  | International Formula 3000 | 21     | 3                     |
| 2001  | International Formula 3000 | 39     | 2                     |